# La Crim’
La Crim’ ist eine französische Fernsehserie, die von 1999 bis 2006 auf France 2 ausgestrahlt wurde. Die deutsche Version lief im Original mit deutschen Untertiteln auf TV5. In 8 Staffeln liefen 78 Folgen à 52 Minuten.

## Handlung
Ein Team von Polizisten der Pariser Kriminalpolizei ermittelt vom 36, quai des Orfèvres. An der Spitze der Gruppe steht Commandant Françoise Galliot, eine autoritäre Frau, die sehr kalt wirkt, aber tatsächlich zerbrechlich ist. Ab Folge 25 bis Folge 54 übernimmt Commandant Hélène Vallon die Führung. Den Frauen unterstehen Jean-Louis Scandella, Michel Lemarchand, Anwalt der Galliot-Gruppe, Paul Moreau, Scandellas bester Freund, Leutnant Alexandre Siskowski, der jüngste unter Männern und auch der sensibelste, und Leutnant Caroline Tessier, eine junge Frau aus dem aristokratischen Milieu.

## Gäste
Gaststars waren:
- Serge Avedikian als Serge in Le syndrome d'Asperger   (2002)
- Ariel Besse als Mylène Farbre in Sans concession (2004)
- Éva Darlan als Mireille Maizières in Derriere le miroir (2003)
- Jean-Claude Dauphin als Redowitz in Enfance volée (2004)
- Philippe Étesse als Daro in L’affaire Scandella (2003)
- Andréa Ferréol als Gwendoline Colbert Meurtre sous influence (2004)
- Claude Jade als Armande de Montcourtet in Le secret (20004)
- Viktor Lazlo als Stéphanie Cornel in Mort d’homme (2003)
- Manuela Lopez als Lonny in Magie noire (2002)
- Laure Marsac als Sophie Villiers in Sans concession (2004)
- Philippe Morier-Genoud als Professeur Chalvon in Un crime virulent (2003)
- Philippe Nahon als Breton in La part du diable (2004)
- Christian Vadim als Stéphane Marois in L’intox (2005)